# 冨田恵一
冨田 恵一（とみた けいいち、1962年6月1日 - ）は、日本の音楽家、音楽プロデューサー、作曲家、編曲家。北海道旭川市出身。別名義に冨田ラボ（とみたラボ、Tomita Lab.）、KEDGEがある。

## 来歴
獨協大学在学中より音楽家として活動を開始。当時はコンサートのバックバンドでのギタリストとしての活動が中心であった。
1988年にユニット「KEDGE」名義にてアルバム『COMPLETE SAMPLES』を発表。以後、作編曲家として活動し、遊佐未森等を手がける傍ら、テレビドラマ等の劇伴作家としても活動する。
1997年にプロデュースを手がけたキリンジが音楽業界を中心に注目を集め、2000年にMISIAの最大のヒット曲となる「Everything」を、2001年には中島美嘉の1stシングル「STARS」をプロデュース。以後、bird・松任谷由実・平井堅・AI・Crystal Kay・BONNIE PINK等、数多くのアーティストのプロデュースを手がけている。
2003年、自身のプロジェクト「冨田ラボ」（Tomita Lab）として東芝EMIからアルバム『Shipbuilding』を発表。フィーチャリング・ボーカリストに松任谷由実・畠山美由紀・ハナレグミ・キリンジ・Saigenji・birdを起用、音楽プロデューサーの企画アルバムとして異例の好セールスを記録する。2005年にソニー・ミュージックアソシエイテッドレコーズに移籍し、3枚のシングル「Like A Queen feat. SOULHEAD」、「アタタカイ雨 feat. 田中拡邦 (MAMALAID RAG)」、「ずっと読みかけの夏 feat.CHEMISTRY」をリリース。2006年に先行シングル3曲を含む2ndアルバム『Shiplaunching』を発表。また、冨田ラボとしては初となるライブ「Tomita Lab Concert」をSHIBUYA-AXにて開催。大貫妙子・キリンジ・CHEMISTRY・Saigenji・SOULHEAD・高橋幸宏・田中拡邦・畠山美由紀・ハナレグミ・山本領平等、2枚のアルバムに参加した音楽家をゲスト・ボーカル、バックバンドには金原千恵子ストリングス・山本拓夫・村田陽一・三沢またろう等のスタジオ・ミュージシャンを迎えた。
2009年、rhythm zoneへ移籍。「Etoile feat.キリンジ/Corps de ballet」、「パラレル feat. 秦 基博」と2枚のシングルをリリース。
2010年、"Shipシリーズ3部作"の完結編となる3rdアルバム『Shipahead』を発表。フィーチャリング・ボーカリストに佐野元春・一十三十一・秦基博・安藤裕子・CHEMISTRY・キリンジ・吉田美奈子を迎えた。
2011年、冨田恵一プロデュース作品代表作（アーティスト冨田ラボとしての作品も含む）を集めたベスト・アルバム『冨田恵一 WORKS BEST 〜beautiful songs to remember〜』を発表。新曲「エイプリルフール feat. 坂本真綾」を収録。また5月には、一夜限りのワンマンライブ「冨田ラボ LIVE - COMBO -」をBlue Note Tokyoにて開催。坂本真綾・秦基博・bird・Hiro-a-keyをゲスト・ボーカルに、さらにバックバンドには村石雅行・鈴木正人・松本圭司・山本拓夫・西村浩二といったスタジオ・ミュージシャンを迎えた。
2013年、SPEEDSTAR RECORDSへ移籍し、4thアルバム『Joyous』を発表。ゲスト・ボーカルに原由子、横山剣、椎名林檎 、さかいゆうが参加。
2014年、初の著書『ナイトフライ 録音芸術の作法と鑑賞法』をDU BOOKS（ディスクユニオン）より出版。
2015年、Sing! Sing! Sing!（TBS）に審査員・編曲家として参加。以来、同局の音楽番組での編曲も多数務めている。
2016年、5th Album『SUPERFINE』を発表。ゲスト・ボーカルにYONCE、安部勇磨、コムアイ、城戸あき子、髙城晶平、坂本真綾、AKIO、藤原さくらが参加。
2018年、6th Album『M-P-C “Mentality, Physicality, Computer"』を発表。ゲストボーカルにRyohu、長岡亮介、chelmico、Kento Nagatsuka、Naz、Rei、七尾旅人、吉田沙良が参加。
2022年、7th Album『7+』を発表。冨田ラボ活動20周年にしてボーカル、作詞を含むゲストが20名参加。ゲスト・ボーカルはこれまでに参加経験のある吉田沙良、Kento Nagatsuka、長岡亮介、藤原さくら、Naz、坂本真綾、堀込泰行、bird、Ryohuに加え新たに細野晴臣、TENDRE、AAAMYYY、磯野くん、早見沙織（作詞は坂本真綾）、ぷにぷに電機、BASI、kojikoji、藤巻亮太が参加。また作詞に堀込高樹、角田隆太が参加している。
2023年、2枚目の冨田恵一プロデュース作品ベスト・アルバム『冨田恵一 WORKS BEST2 〜beautiful songs to remember〜』を発表。新曲にはTENDRE、KIRINJIが参加した。また7月には冨田ラボ20周年記念イベント「HOPE for US」を東京ドームシティホールにて開催。ライブにはYONA YONA WEEKENDERS、TENDRE、KIRINJIのステージ、さらに冨田ラボのステージのボーカルゲストに磯野くん、AAAMYYY、TENDRE、長岡亮介、長塚健斗、bird、藤巻亮太、藤原さくら、ぷにぷに電機、堀込高樹、Ryohuが参加した。
2024年1月から放送のテレビ大阪制作のドラマ『地球の歩き方』のサウンドトラックを担当。連続ドラマのサウンドトラックを手掛けるのは約30年ぶり。ドラマのメインテーマにはヨウ(Natsudaidai)と北村蕗がコーラスで参加した。
2025年3月5日に楽曲「the birds of four」をリリースし、冨田ラボに北村蕗、ヨウ(Natsdaidai)、Arche、santa(S.A.R.)の4人のシンガーが新メンバーとして加入し、新体制の始動を発表した。

## 音楽性
ギター、ベース、キーボードをこなすマルチプレイヤー。ドラムはオリジナルのサンプリング音源を使用した打ち込みである。作曲、編曲、レコーディング、ミックスダウンまで、作業のほとんどをプライベートスタジオの「Tomita Lab Studio」で行う。自らコーラスを行うこともある。
プロデューサーとしての活動を開始した1990年代半ば以降、ライブのステージに立つことはほとんどないが、初期キリンジのコンサートでベース、2006年の「Tomita Lab Concert」でギターとキーボード、2007年のMTVジャパン主催のイベント「MTV Cool Christmas 2007」で秦基博のスペシャルゲストとしてピアノを、それぞれ演奏する姿を披露している。
美しく重厚なストリングスを用いたバラードのヒット曲が多い。ジャズ・ロックマニアであり、幅広い音楽性から音楽業界内のファンも非常に多い。
マイケル・ブレッカーを敬愛。影響を受けた音楽家として、クラウス・オガーマン、スティーリー・ダン、スティーヴィー・ワンダー、イヴァン・リンス、デヴィッド・フォスター、ジェイ・グレイドン、ニール・ヘフティ、ヘンリー・マンシーニなどを挙げている。

## 作品リスト

### コラボレート・シングル
| 発売日        | タイトル                                                                 | 規格品番   | 備考                                             |
| ------------- | ------------------------------------------------------------------------ | ---------- | ------------------------------------------------ |
| 2007年11月7日 | 雨雲 / 森大輔 enjoy with 冨田ラボ                                        | WPCL-10425 | オリコン最高147位                                |
| 2007年12月5日 | Get up! Do the right! feat. 佐藤竹善 & bird / FUTABA enjoy with 冨田ラボ | UPCH-5520  | オリコン圏外                                     |
| 2009年11月4日 | あの木の下で会いましょう feat. 安藤裕子 (NO MUSIC, NO LIFE. version)     | RZC1-46426 | タワーレコード限定 オリコン最高52位、登場回数4回 |

### 7"シングルレコード
|     | 発売日         | タイトル                                                | 規格品番 |
| --- | -------------- | ------------------------------------------------------- | -------- |
| 1st | 2016年9月23日  | Radio体操ガール feat.YONCE / 雪の街 feat.安部勇磨       | HR7S-027 |
| 2nd | 2016年10月21日 | 冨田魚店 feat.コムアイ/鼓動 feat.城戸あき子             | HR7S-036 |
| 3rd | 2016年11月11日 | ふたりは空気の底に feat.髙城晶平/荒川小景 feat.坂本真綾 | HR7S-037 |
| 4th | 2018年8月4日   | OCEAN feat. Naz/パスワード feat. 長岡亮介               | HR7S-099 |

### サウンド・トラック
- いつか好きだと言って (1993年2月24日)
- もうひとつのJリーグ (1993年12月21日)
- 夢見る頃を過ぎても (1994年11月18日)
- こどものおもちゃ（1996年8月21日）
- トリビュート・トゥ・昴 -スバル- バレエ・ダンス編（2009年3月18日）
- トリビュート・トゥ・昴 -スバル- ストリート・ダンス編（2009年3月18日）
- 地球の歩き方(2024年3月6日)

## 主なプロデュース作品
| 発売日         | アーティスト                     | タイトル                                     | 担当                               | 収録アルバム                                                   | タイアップ                                                                             |
| -------------- | -------------------------------- | -------------------------------------------- | ---------------------------------- | -------------------------------------------------------------- | -------------------------------------------------------------------------------------- |
| 1994年07月21日 | 羽田恵理香                       | A Girl's Night                               | 編曲                               | Sweet & Bitter                                                 |                                                                                        |
| 1995年10月21日 | nice music                       | Star Parade                                  | 編曲                               | POP RATIO                                                      |                                                                                        |
| 1995年10月21日 | nice music                       | 銀の星屑                                     | 編曲                               | POP RATIO                                                      |                                                                                        |
| 1995年10月21日 | nice music                       | 愛すべき世界                                 | 編曲                               | POP RATIO                                                      |                                                                                        |
| 1997年10月16日 | 遊佐未森                         | タペストリー (Remix)                         | 編曲                               | ECHO                                                           | カルビー「ア・ラ・ポテト」CMソング                                                     |
| 1997年11月21日 | ZERO（YOH・藤原祐規）            | You’re my love                               | プロデュース                       |                                                                |                                                                                        |
| 1997年11月21日 | ZERO（YOH・藤原祐規）            | ハートに答えて                               | プロデュース                       |                                                                |                                                                                        |
| 1998年01月16日 | 冨田恵一 feat. キリンジ          | 乳房の勾配                                   | 作曲・編曲                         | PRO-FILE ～11 Producers～ VOL.1                                |                                                                                        |
| 1998年03月06日 | Something ELse                   | 僕の友人Nの場合                              | プロデュース                       | TRIPLE PLAY                                                    |                                                                                        |
| 1998年03月06日 | Something ELse                   | さよならは最後に言う                         | プロデュース                       | TRIPLE PLAY                                                    |                                                                                        |
| 1998年03月06日 | Something ELse                   | 行方不明                                     | プロデュース                       | TRIPLE PLAY                                                    |                                                                                        |
| 1998年08月26日 | キリンジ                         | 双子座グラフィティ                           | プロデュース                       |                                                                |                                                                                        |
| 1999年02月05日 | ノーナ・リーヴス                 | TUBE RIDER                                   | プロデュース                       | ANIMATION                                                      |                                                                                        |
| 1999年02月05日 | ノーナ・リーヴス                 | PEANUTS                                      | プロデュース                       | ANIMATION                                                      |                                                                                        |
| 1999年03月24日 | HARCO                            | 江ノ島ラプソディ                             | プロデュース                       |                                                                |                                                                                        |
| 1999年03月24日 | HARCO                            | アパート                                     | プロデュース                       |                                                                |                                                                                        |
| 1999年03月24日 | HARCO                            | メトロフリークス                             | プロデュース                       |                                                                |                                                                                        |
| 1999年04月01日 | 桜井秀俊                         | Airship On The Stadium                       | プロデュース                       | INTERIOR                                                       |                                                                                        |
| 1999年04月01日 | 桜井秀俊                         | トラベルフリー                               | プロデュース                       | INTERIOR                                                       |                                                                                        |
| 1999年06月23日 | キリンジ                         | 牡牛座ラプソディ                             | プロデュース                       |                                                                |                                                                                        |
| 1999年12月01日 | HARCO                            | スローモーション                             | プロデュース                       |                                                                |                                                                                        |
| 1999年12月01日 | HARCO                            | ワークショップ                               | プロデュース                       |                                                                |                                                                                        |
| 2000年01月19日 | キリンジ                         | アルカディア                                 | プロデュース                       |                                                                |                                                                                        |
| 2000年03月08日 | Something ELse                   | あの日の雨と今日の雨                         | プロデュース                       | ギターマン                                                     |                                                                                        |
| 2000年04月12日 | 森川美穂                         | vacant                                       | プロデュース                       | LOST & FOUND                                                   |                                                                                        |
| 2000年04月19日 | キリンジ                         | グッデイ・グッバイ                           | プロデュース                       |                                                                |                                                                                        |
| 2000年04月19日 | HARCO                            | 巻き戻す時間                                 | プロデュース                       | 大気圏シャワー                                                 |                                                                                        |
| 2000年04月26日 | 櫛引彩香                         | 忘想                                         | プロデュース                       | Mush☆room                                                      |                                                                                        |
| 2000年04月26日 | 櫛引彩香                         | いつもの気分で                               | プロデュース                       | Mush☆room                                                      |                                                                                        |
| 2000年07月12日 | キリンジ                         | 君の胸に抱かれたい                           | プロデュース                       |                                                                |                                                                                        |
| 2000年10月12日 | キリンジ                         | エイリアンズ                                 | プロデュース                       |                                                                |                                                                                        |
| 2000年10月14日 | SMAP                             | 愛の灯 〜君とメリークリスマス                | プロデュース                       | S map〜SMAP 014                                                |                                                                                        |
| 2000年10月25日 | MISIA                            | Everything                                   | プロデュース                       |                                                                | フジテレビ系ドラマ『やまとなでしこ』主題歌                                             |
| 2001年05月16日 | 真心ブラザーズ                   | あの夏、ふたりは                             | プロデュース                       |                                                                |                                                                                        |
| 2001年06月13日 | キリンジ                         | 雨は毛布のように                             | プロデュース                       |                                                                |                                                                                        |
| 2001年07月25日 | キリンジ                         | Drifter/太陽とヴィーナス                     | プロデュース                       |                                                                |                                                                                        |
| 2001年11月07日 | キリンジ                         | ムラサキ☆サンセット                          | プロデュース                       |                                                                |                                                                                        |
| 2001年11月07日 | 中島美嘉                         | STARS                                        | プロデュース                       |                                                                | フジテレビ系ドラマ『傷だらけのラブソング』主題歌                                       |
| 2001年11月28日 | Sunny                            | Bless you, Thank you                         | プロデュース                       |                                                                | TBS系情報番組『王様のブランチ』2001年10月・11月度エンディングテーマ                    |
| 2002年01月31日 | Swinging Popsicle                | オレンジ/遠い空                              | プロデュース                       |                                                                |                                                                                        |
| 2002年02月06日 | bird                             | うらら                                       | プロデュース                       |                                                                |                                                                                        |
| 2002年02月16日 | SUNNY                            | はじめの一歩                                 | プロデュース                       |                                                                |                                                                                        |
| 2002年02月16日 | SUNNY                            | MORNIN' GLORY NIGHT                          | プロデュース                       |                                                                |                                                                                        |
| 2002年08月07日 | 大村裕美（豊口めぐみ）           | 人間だから                                   | プロデュース                       | 「ちょびっツ」キャラクターソング・コレクション                 |                                                                                        |
| 2002年08月07日 | 中島美嘉                         | WILL                                         | プロデュース                       |                                                                | フジテレビ系ドラマ『天体観測』主題歌                                                   |
| 2002年10月17日 | 松任谷由実                       | 楓                                           | プロデュース                       | 一期一会 Sweets for my SPITZ                                   |                                                                                        |
| 2002年11月07日 | 平井堅                           | Ring                                         | プロデュース                       |                                                                | 日本テレビ系ドラマ『サイコドクター』主題歌                                             |
| 2003年08月06日 | キリンジ                         | カメレオンガール                             | プロデュース                       |                                                                |                                                                                        |
| 2004年01月01日 | 堀込泰行, ハナレグミ, 畠山美由紀 | 真冬物語                                     | プロデュース                       |                                                                |                                                                                        |
| 2004年04月01日 | 畠山美由紀                       | 罌粟                                         | 作曲・編曲                         | Wild and Gentle                                                |                                                                                        |
| 2004年04月01日 | 畠山美由紀                       | 海が欲しいのに                               | 作曲・編曲                         | Wild and Gentle                                                |                                                                                        |
| 2004年04月01日 | 畠山美由紀                       | 真夏の湿原                                   | 編曲                               | Wild and Gentle                                                |                                                                                        |
| 2004年05月12日 | キリンジ                         | YOU AND ME                                   | プロデュース                       |                                                                |                                                                                        |
| 2004年06月02日 | 中島美嘉                         | 火の鳥                                       | プロデュース                       |                                                                | NHKアニメ『火の鳥』主題歌                                                              |
| 2004年07月07日 | キリンジ                         | 十四時過ぎのカゲロウ                         | プロデュース                       |                                                                |                                                                                        |
| 2004年10月20日 | 中島美嘉                         | LEGEND (Original)                            | プロデュース                       |                                                                |                                                                                        |
| 2005年01月26日 | Crystal Kay                      | Kiss                                         | プロデュース                       |                                                                |                                                                                        |
| 2005年10月05日 | つじあやの                       | 星降る夜のクリスマス                         | プロデュース                       |                                                                |                                                                                        |
| 2006年09月06日 | bird                             | SPARKLES                                     | プロデュース                       |                                                                |                                                                                        |
| 2006年10月04日 | bird                             | パレード                                     | 作曲・編曲                         | BREATH                                                         |                                                                                        |
| 2007年11月07日 | AI                               | ONE                                          | プロデュース                       |                                                                | フジテレビ系ドラマ『医龍 -Team Medical Dragon2-』主題歌                                |
| 2007年11月14日 | AYUSE KOZUE                      | When I wish upon a star                      | プロデュース                       |                                                                |                                                                                        |
| 2007年12月05日 | May J.                           | YOU                                          | プロデュース                       | Baby Girl                                                      |                                                                                        |
| 2008年02月20日 | 平井堅                           | キャンバス                                   | プロデュース                       |                                                                | フジテレビ系ドラマ『ハチミツとクローバー』主題歌                                       |
| 2008年01月15日 | 羊毛とおはな                     | falling                                      | プロデュース                       | こんにちは。                                                   |                                                                                        |
| 2008年03月19日 | Skoop On Somebody                | Dear                                         | プロデュース                       | STAY or SHINE                                                  |                                                                                        |
| 2008年04月08日 | 羊毛とおはな                     | 手をつないで                                 | プロデュース                       | どっちにしようかな                                             |                                                                                        |
| 2008年04月23日 | 秦基博                           | 風景（Acoustic Session with 冨田ラボ）       | プロデュース                       |                                                                |                                                                                        |
| 2008年05月07日 | 稲森寿世                         | GIRLS STYLE                                  | プロデュース                       |                                                                |                                                                                        |
| 2008年08月13日 | 稲森寿世                         | Heavenly Sweet                               | 作曲・編曲                         |                                                                |                                                                                        |
| 2008年11月26日 | BONNIE PINK                      | CHAIN                                        | プロデュース                       |                                                                |                                                                                        |
| 2009年01月21日 | 東方神起                         | Bolero                                       | 作曲                               |                                                                |                                                                                        |
| 2009年02月18日 | 稲森寿世                         | 晴れの日                                     | 作曲・編曲                         |                                                                |                                                                                        |
| 2009年03月04日 | 松井優子                         | 一角獣と処女                                 | 作曲・編曲                         | アンティークレース編み                                         |                                                                                        |
| 2009年04月29日 | ミズノマリ                       | 恋をする                                     | プロデュース                       | mariage                                                        |                                                                                        |
| 2010年11月17日 | Dew                              | Cry                                          | プロデュース                       |                                                                |                                                                                        |
| 2011年01月12日 | 坂本真綾                         | ムーンライト（または“きみが眠るための音楽”） | プロデュース                       | You can't catch me                                             |                                                                                        |
| 2012年01月25日 | 中村舞子                         | Color of Beauty                              | 作曲・編曲                         | HEART                                                          |                                                                                        |
| 2012年06月27日 | 一青窈                           | マフラー                                     | プロデュース                       | 一青十色                                                       |                                                                                        |
| 2012年11月07日 | キリンジ                         | 早春                                         | ストリングスアレンジメント         | SUPER VIEW                                                     |                                                                                        |
| 2013年02月13日 | 傳田真央                         | 舞い散る雪のように                           | プロデュース                       | セミダブル                                                     |                                                                                        |
| 2013年08月21日 | NIKIIE                           | 華                                           | プロデュース                       | Pianism（初回限定盤）                                          |                                                                                        |
| 2014年02月12日 | Tiara                            | また君に恋してる                             | プロデュース                       | Lady                                                           |                                                                                        |
| 2014年02月12日 | Tiara                            | 雨                                           | プロデュース                       | Lady                                                           |                                                                                        |
| 2014年03月05日 | 清木場俊介 & EXILE ATSUSHI       | 羽1/2                                        | プロデュース                       | 唄い屋・BEST Vol.1                                             |                                                                                        |
| 2014年05月21日 | YO-KING                          | Allentown                                    | プロデュース                       | We Love Piano Man: Tribute To Billy Joel                       |                                                                                        |
| 2014年05月21日 | 土岐麻子                         | Tell Her About It                            | プロデュース                       | We Love Piano Man: Tribute To Billy Joel                       |                                                                                        |
| 2014年05月21日 | 松下奈緒                         | She's Always A Woman                         | プロデュース                       | We Love Piano Man: Tribute To Billy Joel                       |                                                                                        |
| 2014年05月27日 | 椎名林檎                         | 青春の瞬き                                   | プロデュース                       | 逆輸入 〜港湾局〜                                              |                                                                                        |
| 2014年06月25日 | 木村カエラ                       | MY LOVE                                      | プロデュース                       | 10years                                                        |                                                                                        |
| 2014年11月19日 | 堀込泰行                         | ブランニュー・ソング                         | 共同プロデュース                   |                                                                |                                                                                        |
| 2014年12月03日 | JUJU                             | 人魚                                         | プロデュース                       | Request II                                                     |                                                                                        |
| 2014年12月10日 | やなぎなぎ                       | 2つの月                                      | 作曲・編曲                         | ポリオミノ                                                     |                                                                                        |
| 2015年03月11日 | ももいろクローバーZ              | 青春賦                                       | プロデュース                       |                                                                |                                                                                        |
| 2015年04月10日 | Daybreak（데이브레이크）         | Beautiful People                             | プロデュース                       |                                                                |                                                                                        |
| 2015年04月10日 | Daybreak（데이브레이크）         | Like a Magic                                 | プロデュース                       |                                                                |                                                                                        |
| 2015年04月20日 | 冨田ラボ feat. Emi Meyer         | 光あれ                                       | プロデュース                       | REQUEST (坂本真綾のアルバム)                                   |                                                                                        |
| 2015年06月10日 | 宮本毅尚                         | Woman “Wの悲劇”より                          | プロデュース                       | Sing! Sing! Sing! 2nd Season                                   |                                                                                        |
| 2015年06月10日 | 宮本毅尚                         | 夏の終りのハーモニー                         | プロデュース                       | Sing! Sing! Sing! 2nd Season                                   |                                                                                        |
| 2015年09月16日 | 矢野顕子                         | 大丈夫です                                   | プロデュース                       | Welcome to Jupiter                                             |                                                                                        |
| 2016年01月27日 | 冨田ラボ                         | 1000のバイオリン                             | プロデュース                       | 30th anniversary THE BLUE HEARTS re-mix「re-spect」            |                                                                                        |
| 2016年05月25日 | 岸谷香                           | オーディナリーピープル                       | プロデュース                       | PIECE of BRIGHT                                                |                                                                                        |
| 2016年05月25日 | 岸谷香                           | レクイエム                                   | プロデュース                       | PIECE of BRIGHT                                                |                                                                                        |
| 2016年07月06日 | 平井堅                           | Missionary                                   | プロデュース                       | THE STILL LIFE                                                 | 「TOYO TIRES」CMソング                                                                 |
| 2016年09月07日 | クミコ with 風街レビュー         | さみしい時は恋歌を歌って                     | プロデュース                       |                                                                |                                                                                        |
| 2016年09月07日 | クミコ with 風街レビュー         | 恋に落ちる                                   | プロデュース                       |                                                                |                                                                                        |
| 2016年11月23日 | 夢みるアドレセンス               | 大人やらせてよ                               | プロデュース                       |                                                                |                                                                                        |
| 2017年04月19日 | クミコ with 風街レビュー         | 砂時計                                       | プロデュース                       |                                                                |                                                                                        |
| 2017年04月19日 | クミコ with 風街レビュー         | セレナーデ                                   | プロデュース                       |                                                                |                                                                                        |
| 2017年05月24日 | miwa                             | 結 -ゆい- -Sound inn "S" ver-                | プロデュース                       | シャイニー                                                     |                                                                                        |
| 2017年09月06日 | 篠崎愛                           | Moment                                       | プロデュース                       | Floatin' Like The Moon                                         |                                                                                        |
| 2017年11月08日 | Uru                              | 奇蹟                                         | プロデュース                       |                                                                | TBS系ドラマ コウノドリ（第2シーズン）主題歌                                            |
| 2018年01月31日 | 笹川美和                         | 琥珀色の涙                                   | 作曲・編曲                         | 新しい世界                                                     |                                                                                        |
| 2018年05月23日 | 藤原さくら                       | 茜さす帰路照らされど・・・                   | プロデュース                       | アダムとイヴの林檎                                             |                                                                                        |
| 2018年07月04日 | ソン・シギョン                   | 幸せならそばにある                           | プロデュース                       |                                                                |                                                                                        |
| 2018年07月10日 | Negicco                          | 雫の輪                                       | 作曲・編曲                         | MY COLOR                                                       |                                                                                        |
| 2018年08月04日 | Beverly                          | Everlasting Sky                              | プロデュース                       | 劇場版 仮面ライダービルド Be The One サウンドトラック          |                                                                                        |
| 2018年09月26日 | VIXX                             | Last Note ～消えた後の蝋燭の香り             | 作曲・編曲                         | Reincarnation                                                  |                                                                                        |
| 2019年02月13日 | 杏沙子                           | チョコレートボックス                         | プロデュース                       | フェルマータ                                                   |                                                                                        |
| 2019年03月13日 | 鈴木雅之                         | スクランブル交差点                           | 作曲・編曲                         | Funky Flag                                                     |                                                                                        |
| 2019年04月17日 | スガシカオ                       | 遠い夜明け                                   | プロデュース                       | 労働なんかしないで光合成だけで生きたい                         | テレビ東京系ドラマ『よつば銀行 原島浩美がモノ申す!〜この女に賭けろ〜』主題歌           |
| 2019年04月17日 | スガシカオ                       | スターマイン                                 | プロデュース                       | 労働なんかしないで光合成だけで生きたい                         |                                                                                        |
| 2019年05月27日 | 新しい地図 join ミュージック     | 星のファンファーレ                           | プロデュース                       |                                                                | スマートフォン用ゲーム「星のドラゴンクエスト」応援ソング                               |
| 2019年06月26日 | kiki vivi lily                   | Copenhagen                                   | 作曲・編曲                         | vivid                                                          |                                                                                        |
| 2019年07月24日 | Naz                              | Clear Skies                                  | 作曲・編曲                         | JUQCY                                                          |                                                                                        |
| 2019年07月24日 | Naz                              | Rain Wash                                    | プロデュース                       | JUQCY                                                          |                                                                                        |
| 2020年05月13日 | 家入レオ                         | POP STAR                                     | プロデュース                       | Answer                                                         |                                                                                        |
| 2020年07月15日 | 坂本真綾                         | フラッシュ                                   | 作曲・編曲                         | シングルコレクション＋アチコチ                                 | スマートフォンゲーム「カードキャプターさくら クリアカード編 ハピネスメモリーズ」主題歌 |
| 2020年07月22日 | Naz                              | 7-Knife（切）                                | プロデュース                       | YUQCY                                                          |                                                                                        |
| 2020年07月29日 | 藤原さくら                       | Monster                                      | サウンドプロデュース               | SUPERMARKET                                                    |                                                                                        |
| 2020年09月02日 | 早見沙織                         | garden                                       | プロデュース                       | GARDEN                                                         |                                                                                        |
| 2020年10月02日 | Naz                              | Bill                                         | プロデュース                       | YUQCY                                                          |                                                                                        |
| 2020年10月07日 | Ryohu                            | The Moment                                   | プロデュース                       | DEBUT                                                          |                                                                                        |
| 2020年10月21日 | Naz                              | cacao-dark                                   | プロデュース                       | YUQCY                                                          |                                                                                        |
| 2020年10月21日 | 藤原さくら                       | コンクール                                   | プロデュース                       | SUPERMARKET                                                    |                                                                                        |
| 2020年10月21日 | JUJU                             | even if                                      | プロデュース                       | 俺のRequest                                                    |                                                                                        |
| 2020年11月25日 | Ryohu                            | GMC                                          | プロデュース                       | DEBUT                                                          |                                                                                        |
| 2020年11月25日 | Ryohu                            | Eternal                                      | プロデュース                       | DEBUT                                                          |                                                                                        |
| 2020年11月25日 | Ryohu                            | Heartstrings                                 | TENDREと共同プロデュース           | DEBUT                                                          |                                                                                        |
| 2020年11月25日 | Ryohu                            | You                                          | TENDREと共同プロデュース           | DEBUT                                                          |                                                                                        |
| 2020年11月25日 | Ryohu                            | Foolish                                      | TENDREと共同プロデュース           | DEBUT                                                          |                                                                                        |
| 2020年11月23日 | 柴田淳                           | ハイウェイ                                   | プロデュース                       | 蓮の花がひらく時                                               |                                                                                        |
| 2020年11月23日 | 柴田淳                           | 紫とピンク                                   | プロデュース                       | 蓮の花がひらく時                                               |                                                                                        |
| 2020年11月23日 | 柴田淳                           | 可愛いあなた                                 | プロデュース                       | 蓮の花がひらく時                                               |                                                                                        |
| 2021年04月17日 | 天月-あまつき-                   | キーストーン                                 | プロデュース                       |                                                                |                                                                                        |
| 2021年04月28日 | MISIA                            | 想いはらはらと                               | プロデュース                       |                                                                | 映画『ヒノマルソウル〜舞台裏の英雄たち〜』主題歌                                       |
| 2021年05月28日 | yonawo                           | 哀してる                                     | プロデュース                       | 遙かいま                                                       |                                                                                        |
| 2021年10月26日 | V6                               | IN THE WIND - V626ver                        | プロデュース                       | Very6 BEST（通常盤に収録）                                     |                                                                                        |
| 2021年11月21日 | 薬師丸ひろ子                     | Come Back To Me 〜永遠の横顔                 | プロデュース                       | Highlights from Indian Summer                                  |                                                                                        |
| 2022年02月23日 | モノンクル                       | salvation                                    | プロデュース                       |                                                                | テレビアニメ『ヴァニタスの手記』第2クールED                                            |
| 2022年03月16日 | KinKi Kids                       | 高純度romance                                | プロデュース                       |                                                                |                                                                                        |
| 2022年04月06日 | Ryohu                            | One Way feat. YONCE                          | 作曲・編曲                         | Circus                                                         |                                                                                        |
| 2022年04月27日 | Nao Kawamura                     | I wanna be there for you                     | プロデュース                       | Elemental Pop                                                  |                                                                                        |
| 2022年06月01日 | 森口博子                         | Ubugoe                                       | プロデュース                       |                                                                | 映画『機動戦士ガンダム ククルス・ドアンの島』主題歌                                    |
| 2022年09月21日 | Ryohu                            | Thank You                                    | 作曲・編曲                         | Circus                                                         |                                                                                        |
| 2022年09月21日 | MILLEA                           | 東京マリア                                   | プロデュース                       | Still Alive -Special Package- (クラウンミュージックストア限定) |                                                                                        |
| 2022年10月05日 | 牧野由依                         | 私と世界                                     | プロデュース                       | あなたとわたしを繋ぐもの                                       |                                                                                        |
| 2022年12月19日 | 20th Century                     | メイプルと君と                               | 作曲・編曲                         |                                                                |                                                                                        |
| 2022年12月23日 | やなぎなぎ                       | brand new world, brand new me                | 作曲・編曲                         |                                                                |                                                                                        |
| 2023年03月22日 | 井上芳雄                         | タイムテーブル                               | プロデュース                       | Greenville                                                     |                                                                                        |
| 2023年04月12日 | 鈴木雅之                         | 言葉にすれば                                 | プロデュース                       | SOUL NAVIGATION                                                |                                                                                        |
| 2023年05月31日 | 坂本真綾                         | 鏡の中で                                     | 作曲・編曲                         | 記憶の図書館                                                   |                                                                                        |
| 2023年08月02日 | 薬師丸ひろ子                     | 素敵をあつめて                               | プロデュース                       |                                                                | NHKラジオ「深夜便のうた」(2023年8月〜9月放送)                                          |
| 2023年12月13日 | YOLK                             | プロムナード                                 | プロデュース                       |                                                                |                                                                                        |
| 2024年01月24日 | 薬師丸ひろ子                     | 今日                                         | プロデュース                       | Tree                                                           |                                                                                        |
| 2024年04月26日 | SARM                             | Tefu Tefu                                    | 作曲・編曲                         |                                                                |                                                                                        |
| 2024年05月29日 | Natsudaidai                      | 青果店                                       | プロデュース、編曲、ミックスダウン |                                                                |                                                                                        |
| 2024年10月09日 | 葛谷葉子                         | Youthful Days                                | プロデュース                       |                                                                |                                                                                        |
| 2024年12月11日 | Natsudaidai                      | スイマー                                     | プロデュース                       |                                                                |                                                                                        |
| 2025年01月15日 | bird                             | 再び世界へ feat. ARIWA                       | 作曲・編曲                         |                                                                |                                                                                        |
| 2025年05月30日 | imase × 松任谷由実               | 文通                                         | プロデュース                       |                                                                | BOSE60周年コラボソング                                                                 |

### アルバム
| 発売日          | アーティスト             | タイトル                 | 備考 |
| --------------- | ------------------------ | ------------------------ | --- |
| 1997年05月21日  | キリンジ                 | キリンジ                 | キリンジのインディーズ時代のシングル。後に両シングルを収録したミニアルバム「2 in 1」がリリースされた。            |
| 1997年11月01日  | キリンジ                 | 冬のオルカ               | キリンジのインディーズ時代のシングル。後に両シングルを収録したミニアルバム「2 in 1」がリリースされた。            |
| 1998年10月25日  | キリンジ                 | Paper Driver's Music     | |
| 1999年07月28日  | キリンジ                 | 47'45"                   | |
| 2000年11月08日  | キリンジ                 | 3                        | |
| 2001年11月21日  | キリンジ                 | Fine                     | |
| 2003年03月26日  | キリンジ                 | スウィートソウル ep      | |
| 2003年09月26日  | キリンジ                 | For Beautiful Human Life | |
| 2006年10月04日  | bird                     | BREATH                   | |
| 2014年11月26日  | 辛島美登里               | Colorful                 | 3曲目「つよく、つよく・・・」は中川晃教とのデュエット。                                                           |
| 2015年11月04日  | bird                     | Lush                     | 全楽曲の作曲・編曲・演奏を担当                                                                                    |
| 2016年04月27日  | 香川裕光                 | ありがとう。             | |
| 2017年09月27日  | クミコ with 風街レビュー | デラシネ déraciné        | 全作詞は 松本隆。作曲は七尾旅人、吉澤嘉代子、横山剣、村松崇継、秦基博、亀田誠治、永積崇、つんく♂、菊地成孔。      |
| 2018年12月14日  | 畠山美由紀               | Wayfarer                 | 10曲中5曲を作曲（BLINK、会いに行く、フルデプス、ソングライン、サウンド・セイリング）。                            |
| 2019年03月20日  | bird                     | 波形                     | 10曲中6曲を作曲（波形、記憶のソリテュード、Hakeinterlude、雪のささやき、3.2.1、スローダンス）。                   |
| 2019年10月09日  | 高野寛                   | City Folklore            | 「TOKYO SKY BLUE」のギターソロは冨田の演奏。                                                                      |
| 2025年03月 10日 | bird                     | Reconnect                | ゲスト参加曲「再び世界へ feat. ARIWA」「センスとユーモア feat. スチャダラパー」を含めた全楽曲の作曲・編曲を担当。 |

## 主なリミックス作品
- ダンボールの宮殿 K.Tomita's 32Step MIX / キリンジ
- REEEWIND! -Tomita Lab.Remix- / m-flo（『ASTROMANTIC CHARM SCHOOL』に収録）
- almost in love (Tomita Lab.Remix) / CHEMISTRY（『Re:fo(u)rm』に収録）
- 空 〜Tomita Lab.REMIX〜 / SOULHEAD （『REFLECTION』に収録）
- SPARKLES (Tomita Lab.Remix) / bird （『SPARKLES』に収録）
- Why Not? (Tomita Lab.Remix) / Fantastic Plastic Machine （『zoo』に収録）
- ENDLESS SUMMER NUDE (Tomita Lab. Remix) / 真心ブラザーズ （『真心COVERS』に収録）
- マタ逢ウ日マデ2010〜冨田流〜 / RIP SLYME
- Girl（Tomita Lab. Remix) / 秦基博　(『言ノ葉』収録)
- レコード（Tomita Lab. Remix) / クレイジーケンバンド　(『middle&mellow of Crazy Ken Band 2』収録)
- 1000のバイオリン（Tomita Lab. Remix) /（『THE BLUE HEARTS re-mix re-spect』収録）

## その他

### 映画
- 昴 -スバル- （2009年）音楽

### テレビアニメ
- こどものおもちゃ （1996年 - 1998年）音楽

### CM
メナード化粧品　眠りの森 feat. ハナレグミ　作詞/松本隆　（2003年）
- ホクト -「あいあいがさのふたり」篇、「あいあいがさのみんな」篇　(2012年) 音楽

作詞：堀込高樹／ボーカル:児玉奈央

### テレビ番組
- 輝く!日本レコード大賞（2015年・2019年・2020年など）編曲

## 出演

### ラジオ
- THE UNIVERSE （J-WAVE、金曜日ナビゲーター 2006年10月 - 2007年3月）
- 補講開放日 （i-Radio、2010年11月 - ）

### テレビ
- Sing! Sing! Sing!（TBS、審査員として 2015年5月 - 2015年12月）
- サウンド・イン"S"（BS-TBS）

### MV
- クミコ with 風街レビュー「さみしいときは恋歌を歌って」（2016年）[23]
- 家入レオ-Cover Songs Recording Movie (1st EP 「ANSWER」)　(2020年) [24]
- bird 「センスとユーモア feat. スチャダラパー」(2025年)

## 著書
- ナイトフライ 録音芸術の作法と鑑賞法（2014年7月18日）、発行元 DU BOOKS、発売元 ディスクユニオン）ISBN 978-4907583095

## ミュージックビデオ
| 公開年 | 監督                   | 曲名                                                    | 備考                                                                            |
| ------ | ---------------------- | ------------------------------------------------------- | ------------------------------------------------------------------------------- |
| 2003年 | 野口正人               | 耐え難くも甘い季節 feat.畠山美由紀                      |                                                                                 |
| 2003年 | 遠藤雄二               | 眠りの森 feat.ハナレグミ                                |                                                                                 |
| 2005年 | Power Graphixx         | Like A Queen feat.SOULHEAD                              |                                                                                 |
| 2005年 | 鈴木ヒロト             | アタタカイ雨 feat.田中拡邦 (MAMALAID RAG)               |                                                                                 |
| 2005年 | 森淳一 / 鈴木ヒロト    | ずっと読みかけの夏 feat.CHEMISTRY                       | 出演:本郷奏多                                                                   |
| 2006年 | 森淳一                 | プラシーボ･セシボン feat.高橋幸宏＋大貫妙子             | 出演:舟久保信之                                                                 |
| 2007年 | 宅野祐介               | 雨雲                                                    | 森大輔 enjoy with 冨田ラボ                                                      |
| 2009年 | 仲村清寿               | パラレル feat.秦 基博                                   | 出演:高田里穂                                                                   |
| 2009年 | 大橋洋生               | あの木の下で会いましょう feat.安藤裕子                  |                                                                                 |
| 2010年 | イーズバック           | ペドロ〜消防士と潜水夫 feat.佐野元春                    |                                                                                 |
| 2013年 | 加藤マニ               | この世は不思議                                          | 冨田ラボ feat.原 由子, 横山剣, 椎名林檎, さかいゆう 出演:加藤清史郎、春名風花他 |
| 2021年 | 國枝真太朗             | MAP for LOVE                                            |                                                                                 |
| 2021年 | Teru                   | 夜汽車 feat. BASI & kojikoji                            |                                                                                 |
| 2021年 | 國枝真太朗             | さあ話そう feat. 藤巻亮太                               |                                                                                 |
| 2022年 | 國枝真太朗             | 須臾の島 feat. ぷにぷに電機                             |                                                                                 |
| 2022年 | 天田輔                 | HOPE for US feat.磯野くん,AAAMYYY,TENDRE,吉田沙良,Ryohu |                                                                                 |
| 2023年 | 國枝真太朗             | Take That! feat. TENDRE                                 |                                                                                 |
| 2023年 | 國枝真太朗/Jun Akahane | 夏の亡霊 feat. KIRINJI                                  | 出演:本山さくら                                                                 |
| 2023年 | 國枝真太朗             | for YOUR BUDDY                                          |                                                                                 |

## 主なライブ
- 2010年05月16日 - 松本隆作詞活動40周年記念 風街ガラコンサート
- 2014年02月24日 - 冨田ラボ LIVE -INSTRUMENTS & VOICES-
- 2014年12月02日 - 冨田ラボ 即興作編曲SHOW -NEW ALBUM レコーディング初日大公開!-
- 2017年02月21日 - isai Beat presents 冨田ラボ LIVE 2017
- 2017年04月30日 - 15th anniversary concert 畠山美由紀 ソロ・デビュー 15周年記念 大感謝祭♡
- 2017年05月21日 - GREENROOM FESTIVAL'17
- 2017年10月06日・7日 - ～松本 隆 作詞活動47周年記念スペシャル・プロジェクト × 恵比寿ガーデンプレイス23周年記念WEEK～ 風街ガーデンであひませう 2017
- 2018年06月29日 - TOKYO LAB 2018 beyond JAZZ/beyond NEXT
- 2018年11月02日 - 冨田ラボ 15th Anniversary LIVE「M-P-C "Mentality, Physicality, Computer"」
- 2019年09月26日 - TOKYO LAB 2019
- 2019年10月13日 - さかいゆう10th Anniversary Special Live "SAKAIのJYU"
- 2020年08月14日 - TMC week 2020 ～TOKYO MUSIC CRUISE Spin-Off～
- 2021年07月01日 - of BLUE vol.4 by HOT STUFF
- 2021年08月15日 - TMC week 2021 ～TOKYO MUSIC CRUISE Spin-Off～
- 2021年09月05日 - J-WAVE BORN TOMORROW ～#音楽を止めるな～
- 2021年11月06日 - 風街オデッセイ2021
- 2021年12月16日 - WONK's Playhouse
- 2022年08月12日 - TOKYO MUSIC CRUISE 2022
- 2022年12月15日 - 冨田ラボ(MIXTAPE Exclusive Set)×土岐麻子
- 2023年07月15日 - Tomita Lab Anniversary “HOPE for US” at Tokyo Dome City Hall
- 2023年10月06日・8日 - 冨田ラボ 即興作編曲SHOW 〜新曲レコーディング公開ライブ〜